# Chrysometa choroni
Chrysometa choroni là một loài nhện trong họ Tetragnathidae.
Loài này thuộc chi Chrysometa. Chrysometa choroni được Herbert W. Levi miêu tả năm 1986.